# Darnley Island
Darnley Island, von den Einheimischen Erub genannt, ist die nordöstlichste der bewohnten Torres-Strait-Inseln. Sie liegt etwa 200 km nordöstlich von Thursday Island, der „Hauptinsel“ in der Torres Strait.
Die hügelige, flach bewachsene Insel ist vulkanischen Ursprungs, von unregelmäßiger Form und etwa 5,5 km² groß. Die höchste Erhebung von 125 Metern findet sich im Nordwesten. Einige kleinere Ansiedlungen liegen ebenfalls an der Nordwest- sowie der Südwestküste. Nach dem Zensus von 2016 lebten 328 Menschen auf der Insel, verglichen zum Census aus dem Jahre 2011 mit Menschen 376.
Verwaltungstechnisch gehört Darnley zu den Eastern Islands, der östlichsten Inselregion im Verwaltungsbezirk Torres Shire von Queensland (Australien). Zur Region zählen auch die rund 45 km südöstlich gelegene Murray Island und das 25 km westlich gelegene Stephens Island.
Die Besitzer von Darnley Island sind die Meuran, einer der acht Stämme von Murray Island. Dieser Stamm ist auch im Besitz der Riffe und Sandbänke bis Bramble Cay im äußersten Nordosten der Torres-Strait-Inseln.
Darnley Island gehört zur Parish of Umaga, einem Katastralbezirk der untersten Ebene, zu dem auch Bramble Cay, die Black Rocks, Anchor Cay und East Cay gehören.